# Louie Dampier
Louis "Louie" Dampier (Indianápolis, Indiana, 20 de noviembre de 1944) es un exjugador de baloncesto estadounidense que jugó nueve temporadas en la ABA y tres más en la NBA. Con 1,83 metros de estatura, lo hacía en la posición de base. Es, junto con Byron Beck, el único jugador en permanecer las 9 temporadas que duró la ABA en el mismo equipo, y uno de los tres que inauguraron la liga, junto con Beck y Freddie Lewis, que jugó posteriormente también en la NBA.

## Trayectoria deportiva

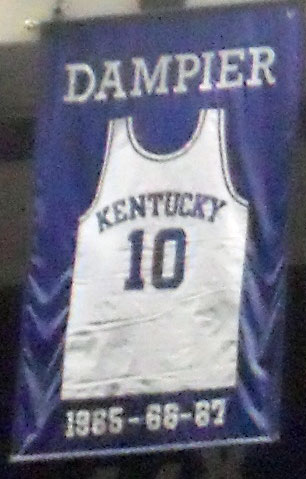
Camiseta de Dampier, retirada por los Wildcats.

### Universidad
Jugó durante cuatro temporadas con los Wildcats de la Universidad de Kentucky, en las que promedió 19,7 puntos y 5,1 rebotes por partido. Dampier y Pat Riley lideraron al equipo que llegó a la final del Torneo de la NCAA de 1966, con un equipo compuesto únicamente por jugadores blancos, perdiendo ante Texas Western College (hoy en día Universidad de Texas en El Paso), que tenían un quinteto inicial compuesto únicamente por jugadores afroamericanos. La historia fue la base de la película Camino a la gloria. Dampier fue incluido en el mejor quinteto de la Final Four.
Fue incluido en el primer equipo All-American en 1966 y en el segundo en 1967. Además, en sus tres últimas temporadas apareció también en el mejor quinteto de la Southeastern Conference. Actualmente figura en el puesto 12 entre los máximos anotadores de los Wildcats, aunque cuando se graduó figuraba en tercera posición, con 1.575 puntos en 80 partidos, solo por detrás de Alex Groza y Cotton Nash.

### Profesional
Fue elegido en la trigésimo octava posición del Draft de la NBA de 1967 por Cincinnati Royals, y también por los Kentucky Colonels en el draft de la ABA, fichando por estos últimos. Fue titular indiscutible desde el primer momento, jugando más de 40 minutos por encuentro, promediando en su primera temporada 20,7 puntos, 4,7 rebotes y 3,6 asistencias, lo que le supuso aparecer en el Mejor quinteto de rookies de la liga y en el segundo Mejor quinteto de la ABA.
Ya en su segunda temporada se convirtió en el referente en ataque de su equipo. Fue el jugador que más minutos disputó de toda la liga, más de 42 por partido, y promedió 24,8 puntos y 5,8 asistencias, líderando a su equipo en ambas estadísticas. Al año siguiente firmaría su mejor actuación como profesional, acabando como cuarto mejor anotador de la liga, con 26,0 punto por partido, a los que añadió 5,5 asistencias y 3,8 rebotes, además de anotar 198 triples, el mejor de la temporada en ese aspecto. Fue elegido por tercera vez consecutiva en el segundo mejor quinteto del campeonato.
Con la llegada de Dan Issel en la temporada 1970-71, un gran anotador que se convertiría en el mejor de la liga en su año de debut, promediando 29,1 puntos por partido, las responsabilidades anotadoras de Dampier se vieron reducidas, pasando ese año a ser el segundo mejor anotador del equipo tras Issel, con 18,5 puntos por partido, a los que añadió 5,5 asistencias. Además, esa temporada batió el que por entonces era el récord de más tiros libres anotados de forma consecutiva, consiguiendo 57 sin fallo.
Asó como su aportación en puntos bajaba, subía sus prestaciones como director del juego, figurando en todas sus temporadas en la ABA entre los 10 mejores pasadores de la liga, destacando su actuación en la temporada 1972-73, cuando batió su récord personal, promediando 6,5 pases de canasta por partido, el tercero mejor de la liga. Ese año disputó además su quinto All-Star Game, en el que anotó 10 puntos.
En la temporada 1974-75 llegó por fin el ansiado título de campeones de la ABA, tras derrotar en la final a los Indiana Pacers, siendo junto a Issel y Artis Gilmore uno de los jugadores más destacados de su equipo, sobre todo en los playoffs, en los que promedió 16,9 puntos y 7,5 asistencias por partido. Al término de la temporada siguiente, la ABA desapareció. Cuatro equipos se unieron a la NBA, y los restantes que sobrevivieron, entre ellos los Colonels, dieron lugar a un draft de dispersión en el cual los equipos de la NBA podían elegir jugadores de esas escuadras. Dampier fue elegido en la décima posición por los San Antonio Spurs, que pagaron 20.000 dólares por el traspaso.
En la nueva competición tuvo que adaptarse al banquillo, jugando como suplente de George Gervin. Ya con 32 años, en su primera temporada en la NBA promedió 6,6 puntos y 2,9 asistencias por partido. Jugó dos años más con el equipo tejano, en el que fue perdiendo protagonismo, retirándose al finalizar la temporada 1978-79.

## Estadísticas de su carrera en la ABA y la NBA

### Temporada regular
| Temp.   | Edad | Equipo            | Liga  | P   | TIT | MIN  | TC  | TCA  | %TC  | 3P  | 3PA | %3P  | TL  | TLA | %TL  | R.OF. | R.DEF. | REB | ASIS | ROB | TAP | PER | FP  | PTS  |
| 1967-68 | 23   | Kentucky Colonels | ABA   | 72  |     | 41.1 | 8.6 | 20.5 | .421 | 0.5 | 2.0 | .268 | 2.9 | 3.5 | .823 |       |        | 4.6 | 3.6  |     |     | 2.3 | 2.0 | 20.7 |
| 1968-69 | 24   | Kentucky Colonels | ABA   | 78  |     | 42.6 | 9.1 | 21.7 | .420 | 2.6 | 7.1 | .361 | 3.9 | 4.9 | .811 | 1.0   | 2.9    | 3.8 | 5.8  |     |     | 3.2 | 2.0 | 24.8 |
| 1969-70 | 25   | Kentucky Colonels | ABA   | 82  |     | 40.9 | 9.1 | 22.7 | .399 | 2.4 | 6.7 | .361 | 5.5 | 6.6 | .831 | 1.0   | 2.8    | 3.8 | 5.5  |     |     | 3.3 | 2.9 | 26.0 |
| 1970-71 | 26   | Kentucky Colonels | ABA   | 84  |     | 38.3 | 6.7 | 16.1 | .418 | 1.2 | 3.3 | .368 | 3.8 | 4.5 | .851 | 0.9   | 2.7    | 3.5 | 5.5  |     |     | 2.9 | 2.5 | 18.5 |
| 1971-72 | 27   | Kentucky Colonels | ABA   | 83  |     | 38.7 | 5.7 | 13.0 | .442 | 1.0 | 2.8 | .361 | 3.4 | 4.0 | .836 | 0.5   | 2.6    | 3.1 | 6.2  |     |     | 2.5 | 2.9 | 15.9 |
| 1972-73 | 28   | Kentucky Colonels | ABA   | 80  |     | 38.0 | 6.4 | 14.3 | .451 | 0.7 | 1.9 | .348 | 3.3 | 4.2 | .784 | 0.7   | 2.0    | 2.7 | 6.5  |     |     | 2.4 | 2.7 | 16.8 |
| 1973-74 | 29   | Kentucky Colonels | ABA   | 84  |     | 35.0 | 7.2 | 15.4 | .465 | 0.6 | 1.5 | .387 | 2.8 | 3.4 | .832 | 0.5   | 1.8    | 2.4 | 5.6  | 1.0 | 0.2 | 2.7 | 1.8 | 17.8 |
| 1974-75 | 30   | Kentucky Colonels | ABA   | 83  |     | 34.7 | 7.2 | 14.4 | .500 | 0.5 | 1.2 | .396 | 1.9 | 2.4 | .809 | 0.5   | 2.0    | 2.5 | 5.4  | 1.1 | 0.6 | 1.8 | 1.7 | 16.8 |
| 1975-76 | 31   | Kentucky Colonels | ABA   | 82  |     | 34.6 | 5.5 | 11.6 | .479 | 0.4 | 1.1 | .368 | 1.5 | 1.8 | .863 | 0.4   | 1.5    | 1.9 | 5.7  | 0.7 | 0.6 | 1.8 | 1.7 | 13.0 |
| 1976-77 | 32   | San Antonio Spurs | NBA   | 80  |     | 20.4 | 2.9 | 6.3  | .460 |     |     |      | 0.8 | 1.1 | .744 | 0.3   | 0.7    | 1.0 | 2.9  | 0.6 | 0.2 |     | 1.2 | 6.6  |
| 1977-78 | 33   | San Antonio Spurs | NBA   | 82  |     | 24.8 | 4.1 | 8.0  | .509 |     |     |      | 0.9 | 1.2 | .752 | 0.3   | 1.2    | 1.5 | 3.5  | 1.1 | 0.2 | 1.2 | 1.0 | 9.1  |
| 1978-79 | 34   | San Antonio Spurs | NBA   | 70  |     | 10.9 | 1.8 | 3.6  | .490 |     |     |      | 0.4 | 0.6 | .744 | 0.2   | 0.7    | 0.9 | 1.8  | 0.5 | 0.1 | 0.6 | 0.6 | 3.9  |
| Total   |      |                   | TOTAL | 960 |     | 33.5 | 6.2 | 14.0 | .444 | 1.1 | 3.0 | .358 | 2.6 | 3.2 | .820 | 0.6   | 1.9    | 2.6 | 4.9  | 0.8 | 0.3 | 2.3 | 1.9 | 15.9 |
|         |      |                   | ABA   | 728 |     | 38.1 | 7.3 | 16.5 | .439 | 1.1 | 3.0 | .358 | 3.2 | 3.9 | .826 | 0.7   | 2.3    | 3.1 | 5.6  | 0.9 | 0.5 | 2.5 | 2.2 | 18.9 |
|         |      |                   | NBA   | 232 |     | 19.1 | 3.0 | 6.1  | .488 |     |     |      | 0.7 | 1.0 | .748 | 0.3   | 0.9    | 1.1 | 2.8  | 0.7 | 0.2 | 0.9 | 0.9 | 6.7  |

### Playoffs
| Temp.   | Edad | Equipo            | Liga  | P   | MIN  | TCA | TC   | 3PA | 3P  | TLA | TL  | R.OF. | REB | ASIS | ROB | TAP | PER | FP  | PTS  | %TC  | %3P  | %FT   | MIN  | PTS  | REB | AST |
| 1967-68 | 23   | Kentucky Colonels | ABA   | 5   | 224  | 46  | 104  | 15  | 37  | 26  | 31  |       | 24  | 23   |     |     | 20  | 9   | 133  | .442 | .405 | .839  | 44.8 | 26.6 | 4.8 | 4.6 |
| 1968-69 | 24   | Kentucky Colonels | ABA   | 7   | 326  | 50  | 140  | 16  | 55  | 40  | 46  |       | 30  | 28   |     |     | 22  | 17  | 156  | .357 | .291 | .870  | 46.6 | 22.3 | 4.3 | 4.0 |
| 1969-70 | 25   | Kentucky Colonels | ABA   | 12  | 526  | 73  | 198  | 25  | 76  | 41  | 53  |       | 45  | 81   |     |     | 38  | 37  | 212  | .369 | .329 | .774  | 43.8 | 17.7 | 3.8 | 6.8 |
| 1970-71 | 26   | Kentucky Colonels | ABA   | 19  | 828  | 117 | 304  | 22  | 69  | 66  | 89  | 24    | 78  | 179  |     |     | 54  | 56  | 322  | .385 | .319 | .742  | 43.6 | 16.9 | 4.1 | 9.4 |
| 1971-72 | 27   | Kentucky Colonels | ABA   | 6   | 254  | 29  | 69   | 11  | 23  | 10  | 16  |       | 19  | 45   |     |     | 16  | 17  | 79   | .420 | .478 | .625  | 42.3 | 13.2 | 3.2 | 7.5 |
| 1972-73 | 28   | Kentucky Colonels | ABA   | 12  | 411  | 65  | 126  | 10  | 22  | 21  | 30  | 6     | 25  | 39   |     |     | 19  | 35  | 161  | .516 | .455 | .700  | 34.3 | 13.4 | 2.1 | 3.3 |
| 1973-74 | 29   | Kentucky Colonels | ABA   | 8   | 229  | 43  | 89   | 7   | 14  | 14  | 18  | 3     | 16  | 32   | 6   | 0   | 19  | 8   | 107  | .483 | .500 | .778  | 28.6 | 13.4 | 2.0 | 4.0 |
| 1974-75 | 30   | Kentucky Colonels | ABA   | 15  | 604  | 108 | 212  | 5   | 13  | 33  | 38  | 9     | 36  | 113  | 19  | 7   | 29  | 34  | 254  | .509 | .385 | .868  | 40.3 | 16.9 | 2.4 | 7.5 |
| 1975-76 | 31   | Kentucky Colonels | ABA   | 10  | 393  | 67  | 129  | 8   | 16  | 18  | 20  | 3     | 13  | 77   | 11  | 5   | 16  | 20  | 160  | .519 | .500 | .900  | 39.3 | 16.0 | 1.3 | 7.7 |
| 1976-77 | 32   | San Antonio Spurs | NBA   | 2   | 62   | 4   | 16   |     |     | 4   | 4   | 0     | 3   | 9    | 1   | 1   |     | 4   | 12   | .250 |      | 1.000 | 31.0 | 6.0  | 1.5 | 4.5 |
| 1977-78 | 33   | San Antonio Spurs | NBA   | 6   | 129  | 17  | 37   |     |     | 1   | 4   | 1     | 7   | 15   | 4   | 2   | 4   | 7   | 35   | .459 |      | .250  | 21.5 | 5.8  | 1.2 | 2.5 |
| 1978-79 | 34   | San Antonio Spurs | NBA   | 7   | 55   | 8   | 14   |     |     | 4   | 7   | 1     | 5   | 8    | 3   | 1   | 1   | 8   | 20   | .571 |      | .571  | 7.9  | 2.9  | 0.7 | 1.1 |
| Total   |      |                   | TOTAL | 109 | 4041 | 627 | 1438 | 119 | 325 | 278 | 356 | 47    | 301 | 649  | 44  | 16  | 238 | 252 | 1651 | .436 | .366 | .781  | 37.1 | 15.1 | 2.8 | 6.0 |
|         |      |                   | ABA   | 94  | 3795 | 598 | 1371 | 119 | 325 | 269 | 341 | 45    | 286 | 617  | 36  | 12  | 233 | 233 | 1584 | .436 | .366 | .789  | 40.4 | 16.9 | 3.0 | 6.6 |
|         |      |                   | NBA   | 15  | 246  | 29  | 67   |     |     | 9   | 15  | 2     | 15  | 32   | 8   | 4   | 5   | 19  | 67   | .433 |      | .600  | 16.4 | 4.5  | 1.0 | 2.1 |

## Logros personales
- Jugador que más partidos ha disputado en la ABA (728)[22]
- Jugador con más minutos disputados en la ABA (27.770)[23]
- Jugador con más puntos conseguidos en la ABA (13.726)[24]
- Jugador con más asistencias repartidas en la ABA (4.044)[25]
- Mejor porcentaje de triples en la temporada 1973-74 de la ABA (38,7%)[26]
- Récord de asistencias en un partido de play-offs de la ABA (18)[16]